# Arrondissement d'Offenbach
L’arrondissement d'Offenbach est un arrondissement (Landkreis en allemand) de Hesse (Allemagne) situé dans le district (Regierungsbezirk en allemand) de Darmstadt. 
Son chef-lieu est Dietzenbach.

## Villes, communes et communautés d'administration
(nombre d'habitants au 31/12/2008)
| Städte - 1. Dietzenbach (33 067) - 2. Dreieich (40 432) - 3. Heusenstamm (18 227) - 4. Langen (35 260) - 5. Mühlheim am Main (26 708) - 6. Neu-Isenburg (35 721) - 7. Obertshausen (24 141) - 8. Rödermark (26 019) - 9. Rodgau (43 047) - 10. Seligenstadt (20 221) | Gemeinden - 1. Egelsbach (10 308) - 2. Hainburg (14 528) - 3. Mainhausen (9 139) |